# Johann Philipp Achilles Leisler
Johann Philipp Achilles Leisler (Hanau in Hessen, 1 augustus 1772 – idem,  8 december 1813) was een Duitse arts (Obermedizinalrath) en dierkundige. Hij werd bekend door de voltooiing van de  "Naturgeschichte Deutschlands" (de natuurlijke historie van Duitsland) van de natuuronderzoeker en vogelkundige Johann Matthäus Bechstein. In dit werk worden twee nieuwe vogelsoorten beschreven: de kleine- en de Temmincks strandloper. De laatst genoemde soort is een eerbetoon aan zijn Nederlandse vriend Coenraad Jacob Temminck. In een andere publicatie maakte hij de eerste geldige beschrijving van de kortteenleeuwerik (Calandrella brachydactyla).
De ook in Hanau geboren dierkundige Heinrich Kuhl (later werkzaam in Nederland en in Nederlands-Indië)  beschreef in 1817 de bosvleermuis (Nyctalus leisleri) die hij als eerbetoon naar Leisler vernoemde.
Leisler was mede-oprichter van het Wetterauischen Gesellschaft für die gesamte Naturkunde zu Hanau. Wetterau is een landstreek in Hessen. Dit gezelschap is een van de eerste natuurwetenschappelijke genootschappen van Duitsland.
Zijn in 1803 geboren dochter, die vanaf haar 14de werd opgevoed door haar grootouders van moeders kant, werd een bekende schrijfster Luise von Plönnies, die ook studie maakte van de Nederlandse taal. 

## Publicaties
- Populäres Naturrecht. Eichenberg, Frankfurt 1799–1806.
- Über medicinische Wahrheit und über die Mittel, sie zu erlangen. Eichenberg, Frankfurt 1802.
- Nachträge zu Bechsteins Naturgeschichte Deutschlands. Schameck, Hanau 1812 Titelblad

- Gemeinsame Normdatei: 120620707
- International Standard Name Identifier: 0000 0000 1596 6757
- Virtual International Authority File: 25438658
- WorldCat: E39PBJcC3dXPVTGdGrKHW3bmVC